# Stor gaffelmossa
Stor gaffelmossa (Riccia duplex) är en levermossart som beskrevs av Lorb.. Stor gaffelmossa ingår i släktet rosettmossor, och familjen Ricciaceae. Arten är reproducerande i Sverige.